# 科进
科进集团（WSP Global Inc.）是一家加拿大设计、工程咨询公司，现在全球逾40个国家运营。

## 历史
1969年，科进在英格兰创立，当时叫做“Williams Sale Partnership”，它是BSRIA的创始成员，1987年在伦敦证券交易所上市。在1993年收購了三家公司並進行地域擴張之後開始進行不同領域的擴張。1995年公司进军亚洲，成立了WSP亞洲海外公司。
2012年6月7日，加拿大公司GENIVAR以2.78亿英镑的价格收购了该公司，交易在当年8月1日完成。
2014年1月1日，公司重組了結構，並且改名WSP Global Inc。同年10月31日，该公司宣佈以12.4亿加元的价格收购柏诚集团。
2015年初，WSP Global宣布了一套工程諮詢公司的計劃，開始進行工程諮詢業務項目，計劃到2020年將員工人數達到45,000人。
2016年10月，WSP以大約7500萬英鎊的價格從Kier Group收購了Mouchel Consulting。
2017年1月，WSP宣布將從2017年5月起使用“ WSP USA”這個名稱。同年透過進行收購成立紐西蘭分公司。
2018年7月，WSP宣布合併伯誠控股公司。伯誠集團控股公司是路易斯·伯誠集團下位於新澤西州莫里斯敦的國際控股專業服務公司，WSP表示願意以4億美元的價格收購伯誠集團控股公司，以獲得國際專業服務項目。
2019年WSP USA宣佈在決定未來兩年內收購了兩家美國環境諮詢公司，跨入生態與環境的項目。
2020年2月，科進集團宣布收購總部位於美國的環境諮詢公司LT Environmental（LTE），這加強了該公司在環境領域的專業知識，科進集團將LTE業務併入在WSP USA的業務中。
2020年12月3日，WSP宣布以11.4億美元收購加拿大岩土工程諮詢公司Golder，進一步加強WSP在地球科學和環境領域的專業知識。